# 藤本熊雄
藤本 熊雄（ふじもと くまお、1911年〈明治44年〉2月26日 - 1984年〈昭和59年〉10月25日）は、日本の政治家。元大分県東国東郡姫島村長。

## 略歴

島内にある銅像

旧制国東中学、明治大学を卒業。1934年（昭和9年）に満州に渡り満州国官吏となった。終戦後、故郷姫島に引き揚げ、1951年（昭和26年）に村議会議員に初当選し、議長に就任した。
村では1955年（昭和30年）の村長選挙が島を2分する激しい争いとなり村内にしこりを残したため、2年後の1957年（昭和32年）に村長辞任に伴って行われた選挙以来、2016年（平成28年）まで村長選挙での無投票が続いた。藤本は、村議会議長を務めていた1960年（昭和35年）に行われた村長選挙に立候補し、無投票当選して以来、1984年（昭和59年）に急死するまで、すべて無投票で7期にわたって姫島村長を務めた。なお、藤本の死後には長男の藤本昭夫が村長となっており、2024年（令和6年）11月25日に退任するまで親子2代で計17期、64年以上にわたって姫島村長を務めた。
藤本は、名誉村民になるとともに、島内の公園にはその功績を記念して銅像が建てられており、1989年（平成元年）からは銅像祭りが行われている。

## 政策
1960年代後半から行政ワークシェアリングを導入し、村職員の数を増やす代わりに給与を低く抑えて、村内に雇用を創出することにより、若年層の流出を防いだ。この政策は現在まで継続されており、姫島村では、人口2,169人に対し村職員が同規模の自治体の約4倍にあたる212人いる反面、給与は同規模の自治体より約7万5千円低い約25万5千円に抑えられている。
1959年（昭和34年）に国の政策で島の基幹産業であった塩田が廃止になったことを受け、翌1960年（昭和35年）に地元資本による姫島養魚を発足させ、塩田跡を利用して車えび等の養殖を開始。しかし、この事業は失敗し、1965年（昭和40年）には村が第三セクターの姫島車えび養殖株式会社を設立して事業を買収。事業を継続して車えびの養殖を軌道に乗せ、車えびは島の特産品になった。
また、姫島村出身で厚生大臣、建設大臣、自由民主党副総裁等を歴任した衆議院議員西村英一と緊密に協力して国の予算を獲得し、港湾整備等を行った。